# Leszek Sokołowski
Leszek Sokołowski (ur. 17 listopada 1971 w Bydgoszczy) – polski żużlowiec.
Sport żużlowy uprawiał w latach 1989–1996, w barwach klubów: Polonia Bydgoszcz (1989–1995) i Kolejarz Opole (1996). Czterokrotny medalista drużynowych mistrzostw Polski: złoty (1992), srebrny (1993) oraz dwukrotnie brązowy (1990, 1995). Finalista turnieju o "Brązowy Kask" (Tarnów 1990 – jako zawodnik rezerwowy). Półfinalista młodzieżowych indywidualnych mistrzostw Polski (Toruń 1990 – XI miejsce).